# Maevia roseolimbata
Maevia roseolimbata är en spindelart som beskrevs av Johan Coenraad van Hasselt 1893. Maevia roseolimbata ingår i släktet Maevia och familjen hoppspindlar. Inga underarter finns listade i Catalogue of Life.